# Esteban Moctezuma

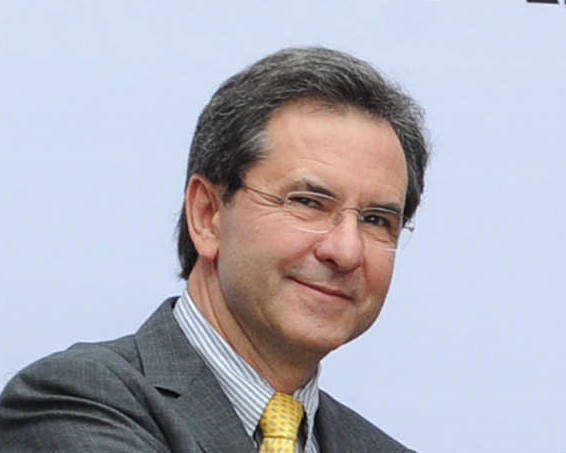
Esteban Moctezuma

Esteban Moctezuma Barragán (Mexico-Stad, 21 oktober 1954) is een Mexicaans politicus van de Institutioneel Revolutionaire Partij (PRI).
Moctezuma is de zoon van de architect Pedro Moctezuma Díaz Infante. Hij studeerde economie aan de Nationale Autonome Universiteit van Mexico (UNAM) en aan de Universiteit van Cambridge and María Teresa Barragán Álvarez.
Moctezuma was campagneleider van Ernesto Zedillo voor de verkiezingen van 1994, en werd door Zedillo tot minister van binnenlandse zaken benoemd. In 1995 trad hij echter af, officieel om gezondheidsredenen maar waarschijnlijk omdat hij weinig voortang wist te boeken in de onderhandelingen met het Zapatistisch Nationaal Bevrijdingsleger (EZLN). Moctezuma zat in de Kamer van Senatoren van 1997 tot 2000. 
Moctezuma stapte in 2002 uit de politiek en stortte zich op het zakenleven. Hij heeft momenteel zitting in de raad van commissarissen van Grupo Salinas en is voorzitter van de Fundación Azteca van TV Azteca.